# Cynewulf
|  | Per a altres significats, vegeu «Cynewulf de Wessex». |

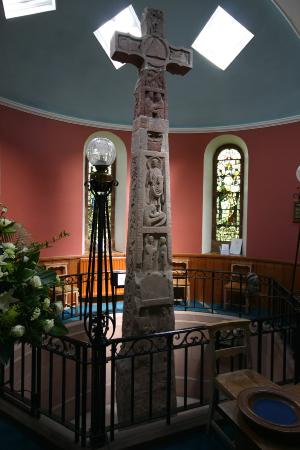
Creu de Ruthwell amb una inscripció rúnica que conté part del poema El somni de la creu de l'escola de Cynewulf.

Cynewulf és un dels dotze poetes en anglès antic dels quals se'n coneix el nom, i un dels quatre dels quals, avui en dia, es conserven testimonis de la seva obra. Probablement va tenir el seu zenit creatiu al segle ix.
És conegut per les seves composicions en vers de caràcter religiós i és considerat una de les figures preeminents de la poesia anglosaxona cristiana. Se'n coneixen el nom i les obres gràcies a la signatura en runes que apareix en els quatre poemes que corresponen al seu corpus d'obra reconegut: Els fets dels apòstols, Juliana, Elena i Crist II (conegut també com a L'ascensió).
Els quatre poemes conformen una quantitat d'obra molt superior a l'obra conservada de poetes de l'època com ara Cædmon, l'Himne del qual només consta de nou versos.